# Seznam mistrů Evropy v orientačním běhu – sprint
Seznam mistrů Evropy v orientačním běhu ve sprintu. Tento individuální závod se běhá na Mistrovství Evropy od roku 2000.

## Muži
| Rok     | Zlato            | Stříbro          | Bronz           | Parametry           |
| ------- | ---------------- | ---------------- | --------------- | ------------------- |
| ME 2000 | Valentin Novikov | Jurij Omelčenko  | Tore Sandvik    | Krátká              |
| ME 2002 | Emil Wingstedt   | Håkan Pettersson | Jurij Omelčenko | 3.2 km, 10 kontrol  |
| ME 2004 | Emil Wingstedt   | Andrej Chramov   | Mårten Boström  | 3.0 km, 20 kontrol  |
| ME 2006 | Emil Wingstedt   | Jamie Stevenson  | Andrej Chramov  | 3.07 km, 17 kontrol |
| ME 2008 | Emil Wingstedt   | Daniel Hubmann   | Andrej Chramov  | 3.3 km, 19 kontrol  |
| ME 2010 | Fabian Hertner   | Daniel Hubmann   | Emil Wingstedt  | 3.3 km, 24 kontrol  |

## Ženy
| Rok     | Zlato                  | Stříbro              | Bronz                    | Parametry           |
| ------- | ---------------------- | -------------------- | ------------------------ | ------------------- |
| ME 2000 | Jenny Johansson        | Simone Luder         | Anna Górnicka-Antonowicz | Krátká              |
| ME 2002 | Vroni König-Salmi      | Elisabeth Ingvaldsen | Anne Margrethe Hausken   | 2.85 km, 11 kontrol |
| ME 2004 | Simone Niggli-Luder    | Jenny Johansson      | Emma Engstrand           | 2.5 km, 16 kontrol  |
| ME 2006 | Simone Niggli          | Marianne Andersen    | Minna Kauppi             | 2.73 km, 14 kontrol |
| ME 2008 | Anne Margrethe Hausken | Heli Jukkola         | Helena Jansson           | 2.5 km, 14 kontrol  |
| ME 2010 | Helena Jansson         | Simone Niggli        | Maja Alm                 | 2.8 km, 21 kontrol  |